# Edward Arnold

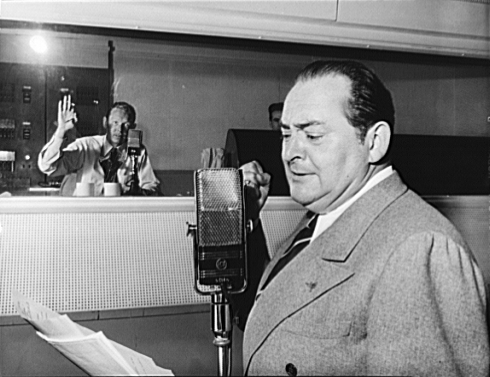
Edward Arnold en el show radiofónico Three Thirds of the Nation (1942).

Edward Arnold (Nueva York, 18 de febrero de 1890 - Encino, 26 de abril de 1956) fue un actor estadounidense. Su verdadero nombre era Günther Edward Arnold Schneider, y sus padres fueron los inmigrantes alemanes Carl Schneider y Elizabeth Ohse.

## Biografía
Interesado en la interpretación desde su juventud (apareció por primera vez en la escena a los 12 años interpretando a Lorenzo en El mercader de Venecia), Arnold debutó profesionalmente en el teatro en 1907, coprotagonizando junto a Ethel Barrymore Dream of a Summer Night. Encontró trabajo como extra en los Essanay Studios y World Studios, antes de conseguir su primar papel importante en 1916 en The Misleading Lady. En 1919, dejó el cine para volver al teatro, y no hizo más películas hasta 1932, cuando debutó en el cine sonoro con Okay America!. Su papel en la película de 1935 Diamond Jim (El hombre de los brillantes) le lanzó al estrellato. Retomó su papel de Diamond Jim Brady en la película de 1940 Lillian Russell (La reina de la canción).

## Carrera

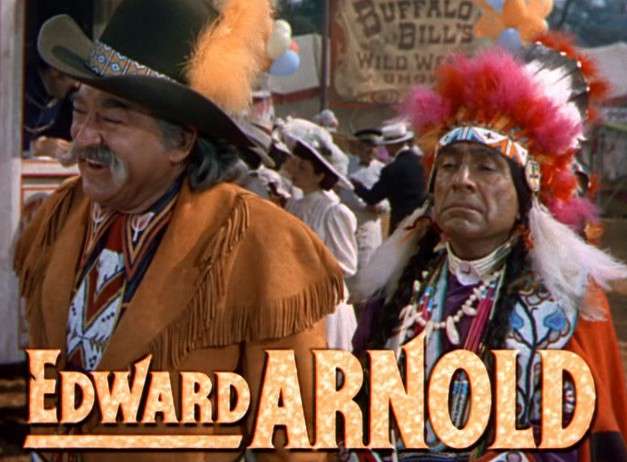
Arnold (izquierda) con J. Carrol Naish, en una escena de
Annie Get Your Gun (1950).

Arnold trabajó en unas 150 películas. Aunque fue etiquetado de box office poison (veneno de taquilla) en 1938 por una publicación especializada (compartió esta dudosa distinción con Katharine Hepburn, entre otros), nunca le faltó trabajo. A pesar de que paulatinamente fue dejando los papeles principales, fue un actor tan solicitado que a menudo trabajaba en dos películas a la vez.
Fue experto en la interpretación de granujas y de representantes de la autoridad. Se hizo famoso por sus papeles en Come and Get It (Rivales) (1936), Sutter's Gold (1936), The Toast of New York (El ídolo de Nueva York) (1937), You Can't Take It With You (1938), Mr. Smith Goes to Washington (1939) and The Devil and Daniel Webster (El hombre que vendió su alma) (1941). Fue el primer actor en encarnar al famoso detective Nero Wolfe, creado por Rex Stout, protagonizando Meet Nero Wolfe (1936), la película basada en la primera novela de la serie. También fue el detective ciego Duncan Maclain en dos películas basadas en las novelas de Baynard Kendrick, Eyes in the Night (1942) y The Hidden Eye (1945). De 1947 a 1953, Arnold protagonizó el programa radiofónico de la ABC Mr. President. Entre sus apariciones en televisión, puede mencionarse el estreno de Twelve Angry Men, de Reginald Rose, en 1954.
Arnold fue uno de los actores preferidos de Frank Capra, y trabajó con él en tres películas.
Fue presidente del Screen Actors Guild desde 1940 a 1942. Desde la década de los cuarenta, apoyó la política del Partido Republicano de los Estados Unidos, y se le mencionó como un posible candidato del partido a las elecciones para el Senado de los Estados Unidos. Posteriormente adoptó una postura rígida contra los presuntos comunistas de Hollywood, a la vez que intentaba proteger a los actores frente al HUAC. Fue también cofundador de la fundación I Am An American (Soy un americano).

## Vida privada
Se casó tres veces: con Harriet Marshall (1917-1927), con la cual tuvo tres hijos: Elizabeth, Jane y William (que tuvo una corta carrera con el nombre de Edward Arnold, Jr.); con Olive Emerson (1929-1948) y con Cleo McLain (de 1951 hasta la muerte de Arnold). Falleció en su domicilio de Encino, California, a causa de una hemorragia cerebral, y fue enterrado en el cementerio San Fernando Mission.

## Filmografía seleccionada
- The Misleading Lady (1916)
- Okay America! (1932)
- Tres vidas de mujer (Three on a Match, 1932)
- I'm No Angel (No soy ningún ángel) (1933)
- Roman Scandals (Escándalos romanos) (1933)
- Thirty Day Princesa (Princesa por un mes) (1934)
- The Glass Key (La llave de cristal) (1935)
- Diamond Jim (El hombre de los brillantes) (1935)
- Come and Get It (Rivales) (1936)
- The Toast of New York (El ídolo de Nueva York) (1937)
- You Can't Take It With You (1938)
- Caballero sin espada (1939)
- Meet John Doe (Juan Nadie) (1941)
- The Devil and Daniel Webster (El hombre que vendió su alma, 1941)
- Johnny Eager (1942)
- Kismet (El príncipe mendigo) (1944)
- Mrs. Parkington (La señora Parkington, 1944)
- Hidden Eye (1945)
- Ziegfeld Follies (1946)
- The Hucksters (Los vendedores) (1947)
- Command Decisión (Sublime decisión) (1948)
- Take Me Out to the Ballgame (1949)
- Annie Get Your Gun (La reina del Oeste) (1950)
- City That Never Sleeps (La ciudad que nunca duerme) (1953)
- The Ambassador's Daughter (La hija del embajador) (1956)
- Miami Expose (1956)